# 子矩陣
子矩陣（英語：submatrix）是在矩陣選取部份行、列所組成的新矩陣。
例如
{\displaystyle A={\begin{bmatrix}a_{11}&a_{12}&a_{13}&a_{14}\\a_{21}&a_{22}&a_{23}&a_{24}\\a_{31}&a_{32}&a_{33}&a_{34}\end{bmatrix}}}
{\displaystyle A[1,2;1,3,4]={\begin{bmatrix}a_{11}&a_{13}&a_{14}\\a_{21}&a_{23}&a_{24}\end{bmatrix}}}
它亦可用A(3;2)表示，顯示除掉第3行和第2列的餘下的矩陣。這2種方法比較常用，但還是沒有標準的方法表示子矩陣。